# (439858) 1999 ON4
(439858) 1999 ON4, também escrito como (439858) 1999 ON4, é um objeto transnetuniano que está localizado no cinturão de Kuiper, uma região do Sistema Solar. Este corpo celeste é classificado como um cubewano. Ele possui uma magnitude absoluta de 7,6 e tem um diâmetro estimado com cerca de 133 km.

## Descoberta
(439858) 1999 ON4 foi descoberto no dia 19 de julho de 1999 em Mauna Kea.

## Órbita
A órbita de (439858) 1999 ON4 tem uma excentricidade de 0,038 e possui um semieixo maior de 42,477 UA. O seu periélio leva o mesmo a uma distância de 40,874 UA em relação ao Sol e seu afélio a 44,080 UA.